# Firefighter
Firefighter è un singolo della cantante georgiana Nutsa Buzaladze, pubblicato l'11 marzo 2024.

## Descrizione
Il brano è stato scritto da Ada Skitka e Darko Dimitrov. Nel testo emerge una lotta metaforica contro vari aspetti negativi della società, come le guerre, l'invidia e l'odio, affrontati tramite il desiderio di diffondere l'amore, la positività e la gentilezza in tempi difficili.

## Promozione
L'emittente radiotelevisiva georgiana GPB ha confermato la sua partecipazione all'Eurovision Song Contest 2024 il 15 settembre 2023, senza però menzionare il metodo di selezione del rappresentante. Il 12 gennaio 2024, Nutsa Buzaladze è stata annunciata come rappresentante nazionale della Georgia per il contest. Il processo di scrittura della canzone è iniziato il giorno successivo.
A metà febbraio 2024, è stato comunicato che il compositore macedone Darko Dimitrov si era unito al gruppo di autori del testo. Il 6 marzo è stato annunciato il titolo della canzone, Firefighter, la quale è stata ufficialmente pubblicata l'11 marzo.

## Video musicale
Insieme al rilascio della canzone, è stato pubblicato un video musicale diretto da Zaza Orashvili. Nel videoclip, Nutsa balla indossando vari abiti neri, talvolta circondata dalle fiamme, in un chiaro richiamo al titolo del brano. Inoltre, viene messo in risalto il carattere incisivo delle riprese, che dipingono un'atmosfera forte e intensa.

## Tracce
Testi e musiche di Ada Skitka e Darko Dimitrov.
1. Firefighter – 3:04

## Classifiche
| Classifica (2024) | Posizione massima |
| ----------------- | ----------------- |
| Lituania          | 90                |